# Aleksandre Alekseevich Borisov
Aleksandre Alekseevich Borisov, ou adaptado para o português Alexandre Alexeevich Borisov (1866 - 1934), foi um pintor modernista russo.
No início da sua carreira artística foi um pintor de ícones russos, tendo consolidado esta faceta com um trabalho que concebeu no Mosteiro de Solovetskii. 
Ingressou posteriormente na Escola de Desenho da Sociedade de Apoio às Artes, em São Petersburgo, onde estudou com Arkhip Kuindzhi e Ivan Shishkin. Especializou-se, ali, em pintura de "cenas poéticas", sobretudo paisagens, do extremo Norte da Rússia, para onde viajou depois deste próspero período e onde conseguiu reter a "beleza ilimitada da tundra e do majestoso Oceano Ártico", como o próprio afirmava.
Em 1899, Pavel Tretiakov adquiriu 65 pinturas de Borisov, as quais contituíram e constituem parte do acervo da Galeria de Arte Tretiakov, localizada em Moscovo.
Borisov, entre 1898 a cerca de 1900, pintou algumas séries de paisagens e quadros de género. Várias destas obras retratavam o povo Samoyed e as suas habitações, entre elas Samoyeds na tundra durante a Primavera, pintada em 1898, ou Samoyeds pescando, pintado entre 1900 e 1901. Todas as obras que concebeu neste período encontram-se hoje expostas no Museu Arkhangel'sk de Belas-Artes, na Rússia.
O seu mais conhecido trabalho é, sem dúvida, Conto de Inverno. Pintado em 1913 o óleo sobre tela retrata uma solene paisagem invernal russa, cheia de árvores altas, cobertas de neve como o solo que as suporta.
Detentor de várias das suas obras, entre elas Igreja russa na cidade de Nikol'skoe, o comendador e colecionador de arte Charles R. Crane afirmou que a "obra deste pintor é de grande importância para toda a Rússia, para toda a Europa e para todo o Mundo".